# Вренчиця (Лодзинське воєводство)
Вренчиця (пол. Wręczyca) — село в Польщі, у гміні Паєнчно Паєнчанського повіту Лодзинського воєводства.
Населення — 213 осіб (2011).
У 1975-1998 роках село належало до Ченстоховського воєводства.

## Демографія
Демографічна структура станом на 31 березня 2011 року:
|          | Загалом | Допрацездатний вік | Працездатний вік | Постпрацездатний вік |
| -------- | ------- | ------------------ | ---------------- | -------------------- |
| Чоловіки | 105     | 19                 | 73               | 13                   |
| Жінки    | 108     | 18                 | 57               | 33                   |
| Разом    | 213     | 37                 | 130              | 46                   |